# Asura cuneifera
Asura cuneifera là một loài bướm đêm thuộc phân họ Arctiinae, họ Erebidae.